# Namaquarachne hottentotta
Namaquarachne hottentotta är en spindelart som först beskrevs av Pocock 1900.  Namaquarachne hottentotta ingår i släktet Namaquarachne och familjen Phyxelididae. Inga underarter finns listade i Catalogue of Life.